# Kristotomus chiuae
Kristotomus chiuae är en stekelart som beskrevs av Gupta 1990. Kristotomus chiuae ingår i släktet Kristotomus och familjen brokparasitsteklar. Inga underarter finns listade i Catalogue of Life.